# Expoziția Tinerimii artistice din anul 1906
Expoziția Tinerimii artistice din anul 1906 a fost cea de a cincea manifestare expozițională a Societății Tinerimea artistică. Deschiderea ei s-a făcut în primăvara anului 1906 la Ateneul Român din București și i-a avut ca principali actori pe Constantin Aricescu, Ipolit Strâmbulescu, Kimon Loghi, Ștefan Popescu, Arthur Verona, Nicolae Grant, Nicolae Vermont, Gheorghe Petrașcu, Frederic Storck, Ștefan Luchian, Dimitrie Mirea și Oscar Späthe. Societatea l-a avut ca invitat pe Eustațiu Stoenescu și Samuel Mützner.

## Deschiderea manifestării
La a cincea expoziție a Tinerimii artistice din anul 1906, participanții nu au mai vrut să expună lucrări cu tematică socială, singura excepția făcând-o Ștefan Luchian care a venit pe simeze cu celebrul tablou La împărțitul porumbului. Pictura lui Luchian a stârnit atât de multe polemici încât, deși nu puteau să-i aducă critici privitoare la modul de realizare artistică, presa a încercat să-i minimalizeze conținutul demascator. Un cronicar A. Costin a spus că pictura prezenta „... o scenă de actualitate... redată cu destul humor". Realitatea a fost că tabloul lui Luchian a generat o impresie defavorabila în cercurile oficialităților, fapt care a degenarat în respingerea propunerii ca Tinerimea să participe ca un grup distinct și fără să își supună lucrările unui juriu. Abia după insistențe importante, prezentând și lista cu lucrările ce urmau a fi expuse, Tinerimea a fost  admisă șă-și expună lucrările separat de ceilalți artiști.
Expoziția din anul 1906 a întrunit, pe lângă exponatele membrilor fondatori ai societății și a membrilor societari, operele ce au aparținut a celor peste 20 de artiști străini ce au participat la eveniment. În plus de această aituație, s-a constatat că expoziția avea pe simezele sale și câteva tablouri de dimensiuni mai mari. Invitat la manifestare a fost Eustațiu Stoenescu care a adus o pictură intitulată Supa populară. Samuel Mützner, invitat și el la eveniment, a expus trei tablouri.

Lucrări care au fost prezente la Expoziția Tinerimii artistice din anul 1906
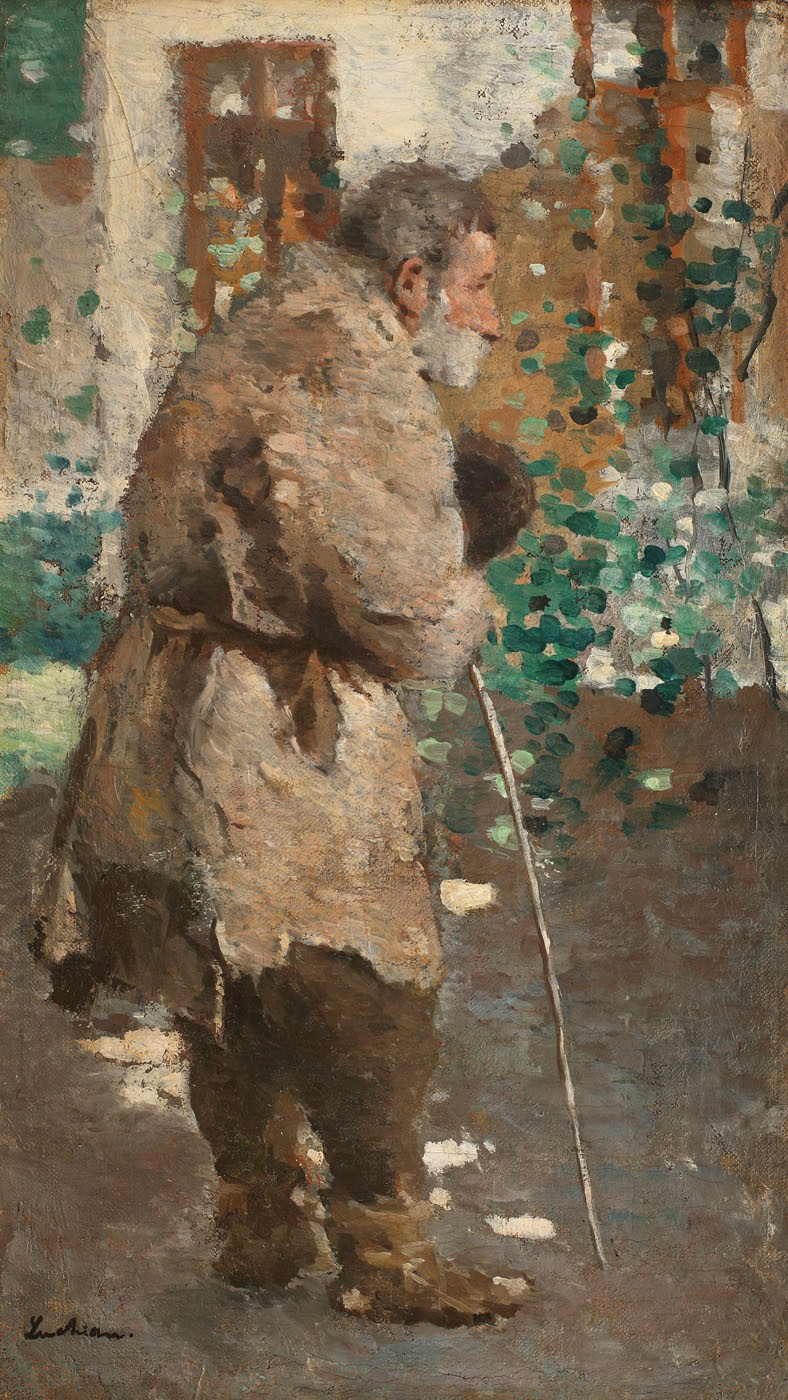
Cerșetor [ Ștefan Luchian ]
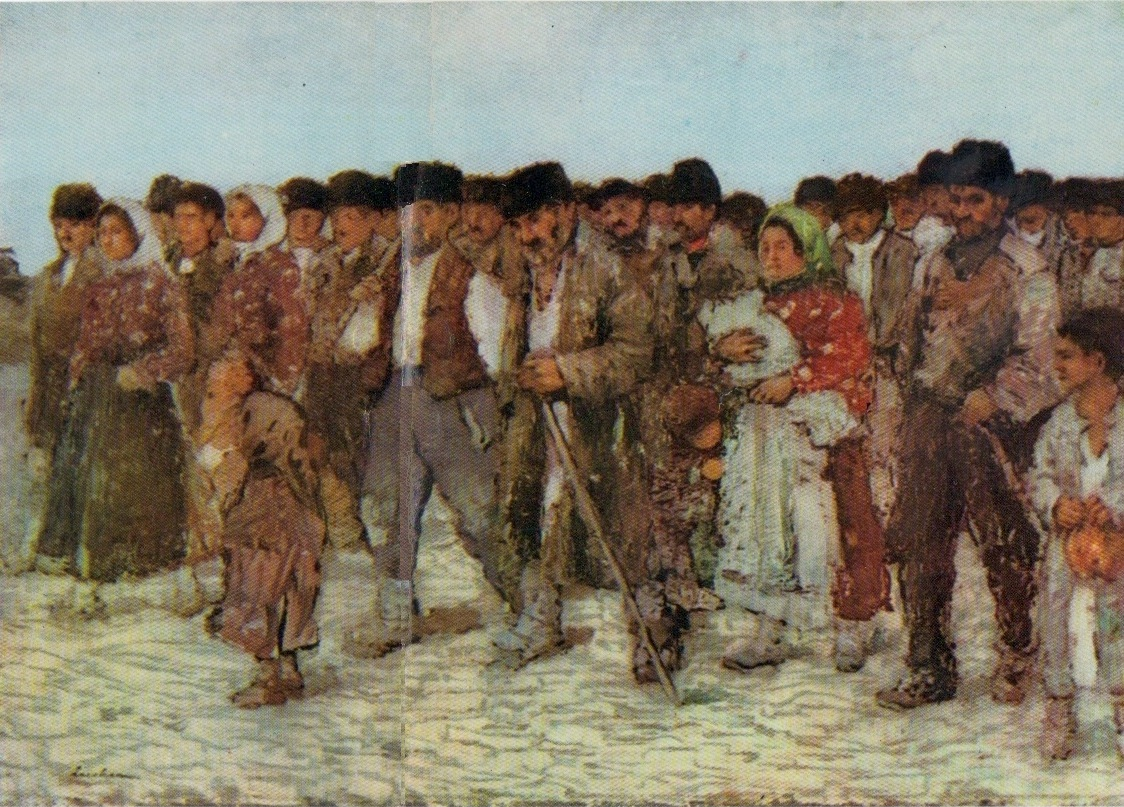
La împărțitul porumbului [ Ștefan Luchian ]
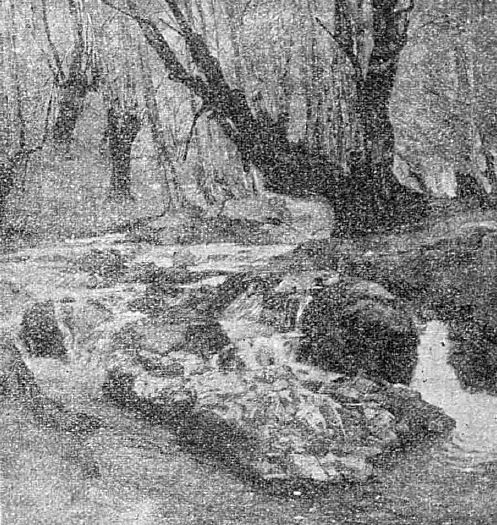
Singurătate [ Constantin Artachino ]
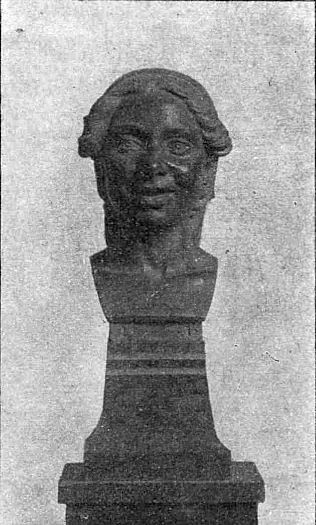
Sanda [ Frederic Storck ]
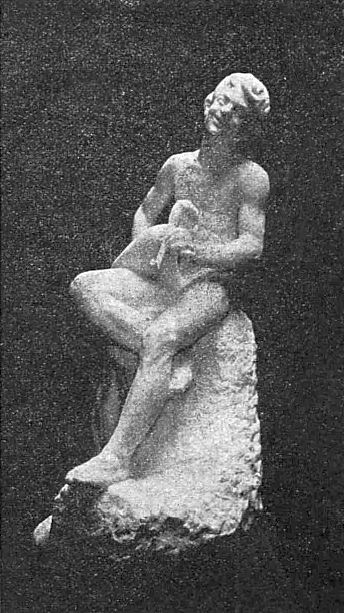
Satir [ Dimitrie Mirea ]

## Lucrări și participanți
Au mai participat:
- Ioanid, Constantin Aricescu, Cecilia Cuțescu-Storck.[3]
- Jean Alexandru Steriadi - cu o scenă din piața mare intitulată Brișcarii.[3]
- George Mărculescu - cu interioarele sale și scene de plain-air.[3]
- Kimon Loghi - a expus un triptic decorativ de mari dimensiuni intitulată A fost odată, ce are înfățișat pe o parte un cavaler, pe cealaltă parte o prințesă și central o grădină cu lebede și femei.[3]
- Ipolit Strâmbulescu - a avut și el o pânză mare denumită O scenă la șosea.[3]
- Nicolae Vermont - cu peisaje rurale și un interior de seară cu un violonist.[3]
- Arthur Verona - cu două peisaje și câteva flori.[3]
- Gheorghe Petrașcu - cu mai multe peisaje, remarcat fiind Peisaj cu soare. A expus și Moară la Mangalia.[3]
- Ștefan Popescu - cu peisaje din Bretania.[3]

Lucrări care au fost prezente la Expoziția Tinerimii artistice din anul 1906
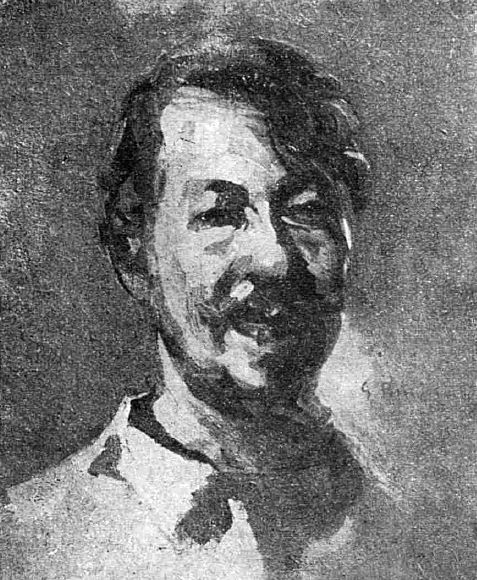
Cap de expresie [ Gheorghe Petrașcu ]
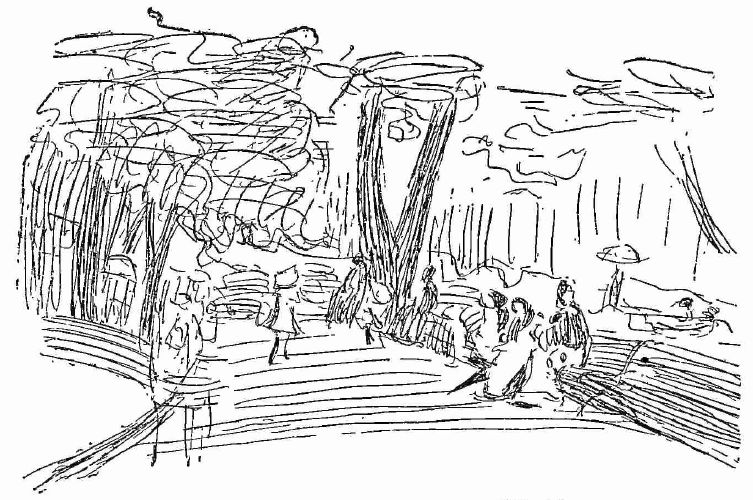
Parc Monceau [ George Mărculescu ]
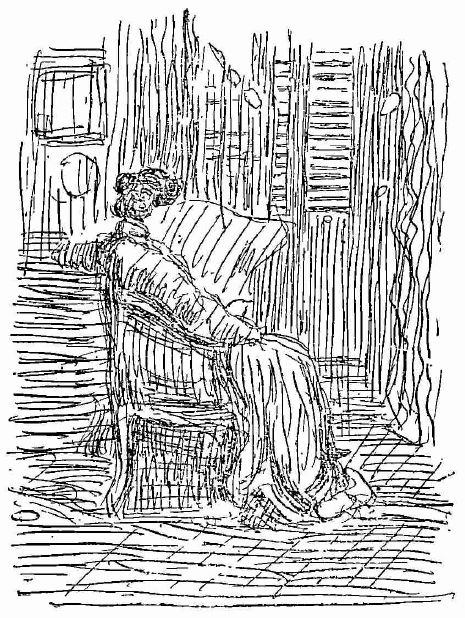
Femeie citind [ George Mărculescu ]
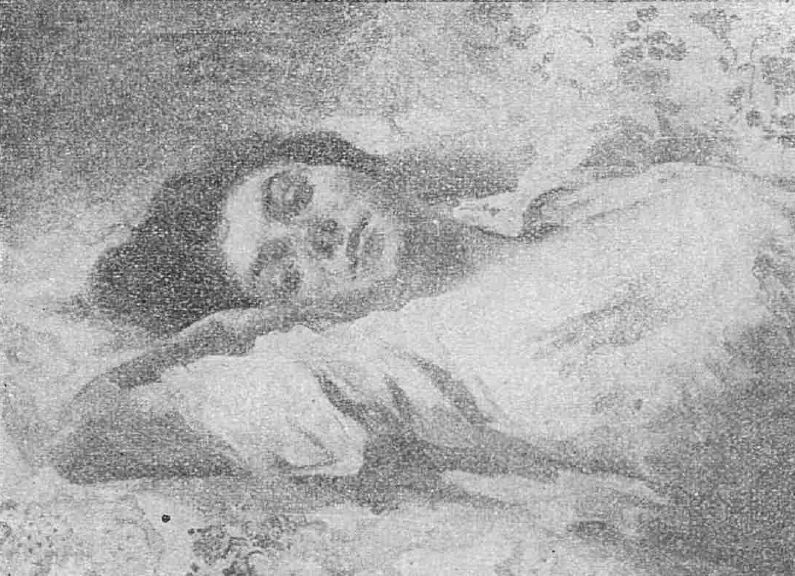
Model în repaos [ Ipolit Strâmbu ]
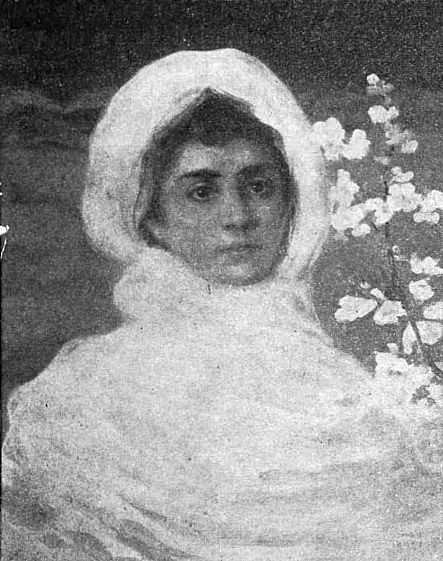
Flori de măr [ Kimon Loghi ]
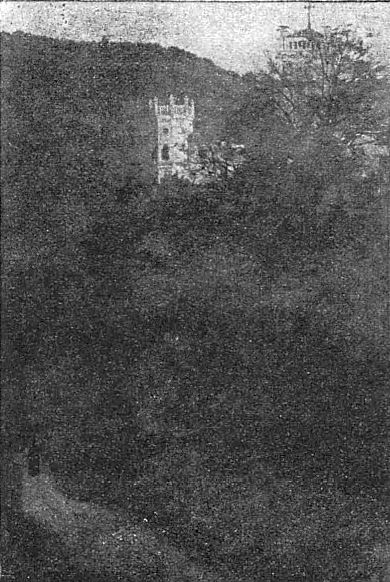
De la Tismana [ Artachino ]
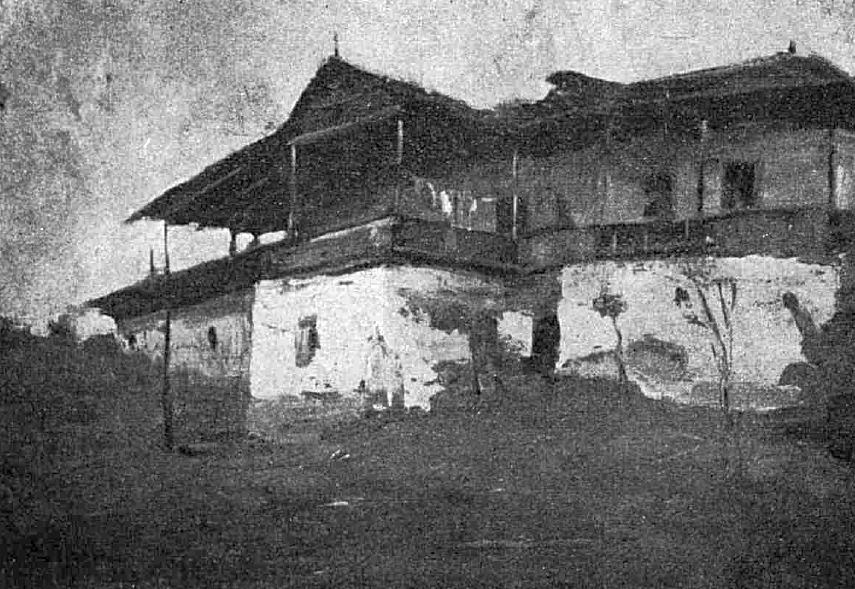
Casă boierească [ Gheorghe Petrașcu ]
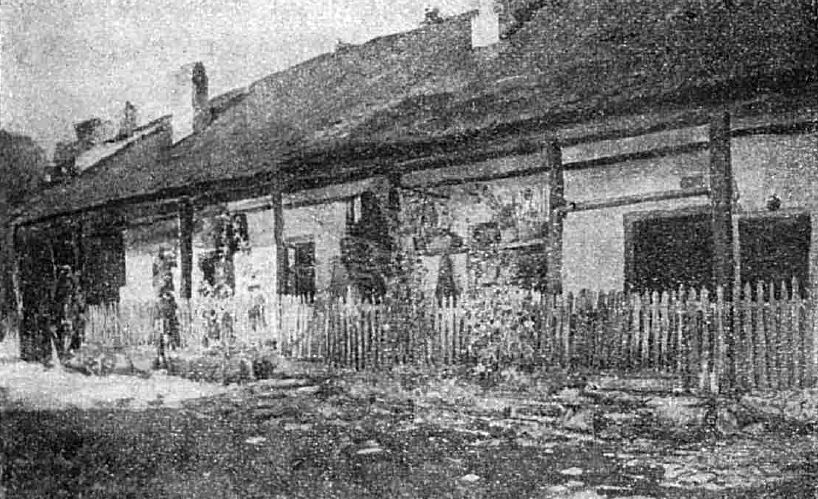
Casă veche la Horez [ Nicolae Grant ]
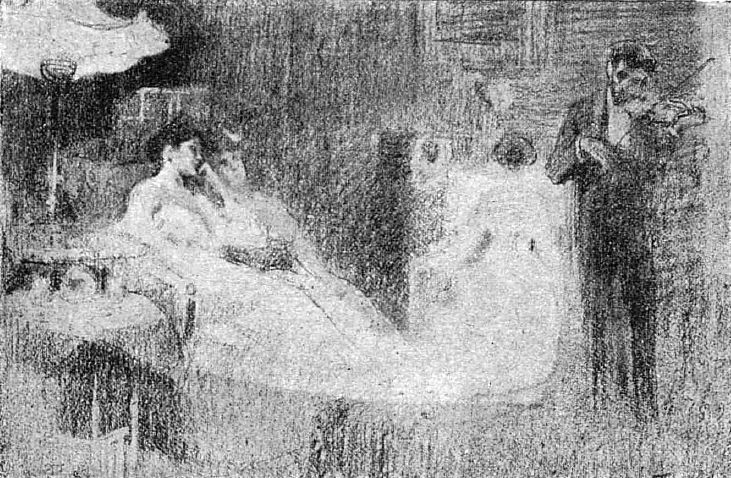
Armonia [ Nicolae Vermont ]